# كلال (اسم)
كلال هو اسم علم مذكر من أصل عربي، ومعناه هو التعب الإعياء الوهن.

## وصلات خارجية
- موسوعة السلطان قابوس لأسماء العرب نسخة محفوظة 5 أبريل 2019 على موقع واي باك مشين.